# 牙買加—日本關係
牙買加—日本关系，是指日本与牙买加之间的双边关系。两国于1964年建立正式的外交关系。

## 历史
日本和牙买加之间的来往可追溯至第二次世界大战之后。1953年两国尚未建交之时，就有日本的民间企业从牙买加进口咖啡，自此咖啡便成为了两国交往的重要桥梁。1962年8月6日，牙买加宣告独立，同日，日本政府便承认牙买加为独立主权国家。1964年3月，两国建立了外交关系。
1989年2月，迈克尔·曼利就任牙买加总理，随后便称要强化与东亚国家尤其是日本的外交关系，第二年牙买加便在东京设立驻日本名誉领事馆，1992年又将该领事馆升格为大使馆，1996年6月10日，牙买加又在神户设立名誉领事馆。日本与牙买加建交初期没有在牙买加设立大使馆，而是由日本驻多米尼加共和国大使馆兼辖，直到1995年日本才在金斯敦设立驻牙买加大使馆。
两国互设大使馆后，重要人物的往来变得更加频繁，1997年，日本皇室的秋筱宫夫妇首次访问牙买加，第二年，时任牙买加总理P·J·帕特森也访问了日本。2014年，两国迎来了建交50周年。2015年10月，日本首相安倍晋三访问牙买加，成为第一个访问牙买加的日本首相。

## 政治与军事
1985年，时任牙买加总理爱德华·西加访问日本，成为第一个访日的牙买加总理。此之后几乎每年都有牙买加的阁僚级议员访问日本。截至2015年，日本举办过4次日本－加勒比共同体外相会议（日・カリコム外相会議），其中有3届有牙买加官员参加会议。2015年10月1日，日本首相安倍晋三首次访问牙买加，并与牙买加总理波蒂亚·辛普森-米勒举行会谈，就促进联合国安全理事会改革，推动四国联盟加入联合国常任理事国以及应对海洋安全与防灾等话题达成一致。另外，日本国会则有议员成立日本－牙买加友好议员联盟（日本・ジャマイカ友好議員連盟），第一任会长由平沼赳夫担任。
军事方面，2014年7月，日本海上自卫队首次访问牙买加，并与牙买加当地军队的乐团共同举办音乐会。

## 经济与贸易
根据经济复杂性研究中心网站上的数据，日本对牙买加的出口额大致保持稳定，1995年至2017年的总出口额为42.5亿美元，1997年至2007年，日本对牙买加的年平均出口额超过1.5亿美元，然而2007年至2009年出口额有所下滑，但之后则呈大致上升趋势，2017年时出口额接近3.5亿美元。日本主要向牙买加出口汽车，牙买加国内有大约90%的汽车是从日本输入的，2005年牙买加还从日本进口了超过9,000台二手车。
牙买加对日本的出口额方面，2010年前，牙买加对日本的出口额虽较为反复，但年出口额大致保持在2000万美元以上，2010年开始，出口额大幅下降至不足2000万美元，之后大致在800万美元至1900万美元间徘徊。牙买加主要向日本输出咖啡，1981年，日本民营企业UCC上島咖啡开始在牙买加经营咖啡农园，成为第一家在牙买加经营咖啡农园的日本企业，另外该国的蓝山咖啡每年大约有8成至9成输往日本，然而近几年来，蓝山咖啡对日本的出口量有所下降，2014年时，仅有约7成的蓝山咖啡出口到日本。

### 经济援助
牙买加曾接受过包括国际协力机构在内的一些日本组织的经济援助。1995年至2013年，日本的一些地方政府、教育及医疗机构以和非政府组织共向牙买加提供大约560万美元的无偿资金援助。2015年，日本是发展援助委员会中援助牙买加的其中一个国家。截至2016年，日本总共向牙买加提供534.21亿日圆的有偿资金援助、20.79亿日圆的无偿资金援助和97亿日圆的技术援助。

## 文化
截至2018年6月，共有814名牙买加人居住在日本，截止2017年10月，有187名日本人居住在牙买加。2004年，为纪念两国建交40周年，第一届“One Love Jamaica Festival”在东京代代木公园举行，总共大约三万名游客参加了这个活动并接触到了牙买加的音乐。2014年两国建交50周年之际，东京又举办了以“JAPAN JAMAICA Festival 2014”为标题的体育及音乐相关祭典，另一方面，牙买加首都金斯敦也举办了建交纪念活动。